# 柔毛聚果榕
柔毛聚果榕（学名：Ficus racemosa var. miquelli）为桑科榕属下的一个变种。

## 扩展阅读
- 維基物種上的相關：柔毛聚果榕